# Krwawa pięść VII: Polowanie
Krwawa pięść VII: Polowanie (tytuł oryg. Bloodfist VII: Manhunt) – amerykański film akcji z roku 1995, szósty sequel kultowej Krwawej pięści (1989) Terence'a H. Winklessa.

## Fabuła
Jim Trudell, były agent jednostek specjalnych, zostaje niesłusznie oskarżony o zamordowanie policjanta. Nie godząc się na osadzenie w więzieniu, wymyka się stróżom prawa i rozpoczyna długą ucieczkę.